# 加藤忠仁
加藤 忠仁（かとう ただひと、1918年 - 1945年7月21日） は、日本の元アマチュア野球選手。鳥取県出身。

## 来歴・人物
鳥取一中（現・鳥取県立鳥取西高等学校）在学中は、甲子園に3回（夏3回〈1933年、1934年、1936年〉）出場した。
1937年早稲田大学に入学、東京六大学リーグ戦でも内野手として出場した。しかし応召され、終戦間際の1945年7月21日、ビルマ・トングーにて戦死した。享年27。東京ドーム内の野球殿堂博物館にある戦没野球人モニュメントに、彼の名前が刻まれている。